# Novemberverbrecher
Novemberverbrecher (auch: „Novemberlumpen“, „Anstifter der Novemberrevolte“) war ein Schimpfwort und politischer Kampfbegriff von rechtsextremen Parteien und Medien gegen Vertreter der Novemberrevolution von 1918 oder als solche angesehene demokratische Politiker der Weimarer Republik. Die NSDAP und die DNVP verwendeten den Ausdruck seit 1920 in häufigen Hetzkampagnen im Sinne der Dolchstoßlegende und rechtfertigten damit Fememorde. Der Begriff wurde zu einem festen Bestandteil der Sprache des Nationalsozialismus.

## Entstehung und Bedeutung
Seit 1920 bekämpften Nationalisten das im April 1920 beschlossene Reichsgrundschulgesetz in einer bis 1933 andauernden Kampagne als „Werk der roten Novemberverbrecher“.
Die NS-Propaganda erklärte Adolf Hitler nach 1933 zum Erfinder des Ausdrucks. Nach Philipp Bouhler („Kampf um Deutschland“, 1942) habe Hitler beim Hitler-Ludendorff-Putsch am 8. November 1923 „die Regierung der Novemberverbrecher in Berlin“ für abgesetzt erklärt. Nach Werner Rust, der 1943 die 29. Auflage des Buchs von Georg Büchmann „Geflügelte Worte. Der Zitatenschatz des deutschen Volkes“ (Erstausgabe 1866) als von ihm bearbeitete „Volksausgabe“ herausgab, beanspruchte Hitler in einem Leitartikel des Völkischen Beobachters vom 27. März 1923, er habe den Ausdruck geprägt. Ob dies zutrifft, ist fraglich, da die NS-Propaganda ab 1933 ältere deutsche Wörterbücher und Ausgaben von Hitler-Reden tendenziös überarbeitete und manche Wortschöpfungen anderer im Sinne des Führerkults zum „geistigen Eigentum“ Hitlers erklärte.
Nach Manfred Pechau („Nationalsozialismus und deutsche Sprache“, 1935) soll Hitler den Ausdruck erstmals am 18. September 1922 in einer Rede „Die Teuerung als Folge der Börsenrevolution“ verwendet haben. In dieser Rede ist der Begriff bei Hitler erstmals nachgewiesen.
Seither gehörte „Novemberverbrecher“ zu den verbreiteten Schlagworten der antidemokratischen Agitation: gegen den provisorischen Rat der Volksbeauftragten, dessen Abgesandte am 11. November 1918 den Waffenstillstand von Compiègne unterzeichnet hatten, gegen die Vertreter der Weimarer Koalition, die am 28. Juni 1919 den Friedensvertrag von Versailles (genannt „Schanddiktat“, „Schand-“ oder „Schmachfrieden“) unterzeichnet hatten, gegen die angebliche „Kriegsschuldlüge“ und die Reparationsauflagen dieses Vertrages, gegen angeblich den Siegermächten hörige „Erfüllungspolitiker“, die diese Auflagen bejaht und unterzeichnet hätten.
Das gesamte Wortfeld ergänzte die seit 1919 im ganzen nationalistischen Lager verbreitete Dolchstoßlegende, wonach die Kräfte der Linksparteien dem „im Felde unbesiegten“ deutschen Heer im Ersten Weltkrieg „in den Rücken gefallen“ seien und so die Kriegsniederlage und deren Folgen verursacht hätten. Antisemitische Vertreter dieser Legende machten Juden, die sie mit „Bolschewisten“ gleichsetzten, für die Kriegsniederlage und deren Folgen verantwortlich.
Der Ausdruck „Novemberverbrecher“ stellte diese Vorgänge nach Analogie des Kriegsrechts als „Verbrechen am deutschen Volk“ im Sinne von Hochverrat und Landesverrat dar und erklärte somit alle Befürworter der Revolution, Demokratie und Weimarer Verfassung ungeachtet ihrer Differenzen zu kriminellen „Volksfeinden“ oder „Volksverrätern“. Er wirkte zum Teil als akute Bedrohung der so Bezeichneten, zum Teil bereitete er spätere Gewaltmaßnahmen des NS-Regimes gegen sie vor.

## Ursachen und Wirkungen
Die deutsche Niederlage im Ersten Weltkrieg war unvermeidbares Ergebnis von Eroberungszielen, verfehlter Militärstrategie und verfehlter Kriegführung (z. B. dem U-Boot-Krieg) der Obersten Heeresleitung (OHL). Diese orientierte sich seit 1917, innenpolitisch gestützt von den Annexionisten, auf einen illusionären „Siegfrieden“. Ihre Offensiven führten zur völligen wirtschaftlichen und militärischen Erschöpfung Deutschlands und bewirkten so die Niederlage, gefolgt von einem verdeckten Militärstreik, dann einer Revolution.
Die hauptverantwortlichen Militärs wurden dabei und danach jedoch nicht entmachtet und nicht strafrechtlich verfolgt. Erich Ludendorff und Paul von Hindenburg, die Generäle der OHL, schufen und verbreiteten ab 1919 die Dolchstoßlegende. Die im Kontext der vieldiskutierten Kriegsschuldfrage verbreitete Kriegsunschuldslegende wurde auch von den meisten demokratischen Parteien und Regierungen der Weimarer Republik geteilt und aufrechterhalten. Vom „Schandfrieden von Versailles“ sprachen auch manche SPD-Politiker. Die Verschwörungstheorie eines Jüdischen Bolschewismus vertraten etwa in München zwischen 1920 und 1924 auch nationalistische Vereine wie der Deutsche Turner-Bund und katholische Bischöfe wie Michael Faulhaber.
So fiel der Begriff „Novemberverbrecher“ auf einen fruchtbaren gesellschaftlichen Boden. Hetzkampagnen gegen so oder sinngemäß Bezeichnete rechtfertigten eine Mordserie an demokratischen Politikern wie Kurt Eisner, Karl Gareis (beide USPD), Matthias Erzberger (Zentrumspartei), Walter Rathenau (DDP) und anderen in den ersten Jahren der Weimarer Republik. Täter waren vielfach ehemalige Reichswehr-Angehörige, die sich zuerst in Freikorps, später in illegalen Geheimbünden wie der Organisation Consul oder in von Landesregierungen geduldeten „Vaterländischen Verbänden“ organisierten. Konsens unter diesen Gruppen war das Ziel, die Weimarer Republik und ihre Regierungen durch gewaltsame Putschversuche zu stürzen. Terroranschläge und Morde an politischen Gegnern wurden in diesem Umfeld als politische Mittel geduldet oder unterstützt.
Hitler redete am 11. Januar 1923 unter der Parole „Nieder mit den Novemberverbrechern“ im Zirkus Krone in München vor etwa 8000 Zuhörern zur französischen Ruhrbesetzung vom selben Tag. Er erklärte damit die Sozialdemokraten und die mit ihnen koalierenden Regierungsparteien zu den eigentlichen Verursachern dieser Besetzung und somit zum innenpolitischen Hauptfeind. Das Ziel, diese Verbrecher zu entmachten, unterscheide die NSDAP von allen übrigen deutschen Parteien. Hitler ließ das Werbeplakat der NSDAP zu dieser Rede 1928 im Anhang zur dritten Auflage seines Buches Mein Kampf abdrucken.
Nachdem der neue Reichskanzler Gustav Stresemann (DVP), der selbst die deutsche Kriegsschuld bestritt und eine gemäßigte Form der Dolchstoßlegende vertrat, den passiven Widerstand gegen die Ruhrbesetzung hatte einstellen lassen, griffen NSDAP und DNVP ihn als „Erfüllungsgehilfen der Novemberverbrecher“ an. Diese Polemik wiederholten sie auch gegen Politiker, die mit den Siegermächten Milderungen der Reparationsauflagen aushandeln wollten, 1924 den Dawesplan und 1929 den Youngplan befürworteten. Pazifisten und Realpolitiker, die für Völkerversöhnung und Abrüstung eintraten, galten auch unter Offizieren der Reichswehr und im deutschen Adel weithin als „Erfüllungsgehilfen der Novemberverbrecher“.
Im Ulmer Reichswehrprozess kündigte Hitler 1930 unmissverständlich die Todesstrafe („Köpfe rollen“) für „Novemberverbrecher“ im Falle seiner „Machtergreifung“ an. Philipp Scheidemann (SPD), der die Unterzeichnung des Versailler Vertrages zuerst verweigert hatte, versuchte sich 1930 mit einer Verteidigungsschrift gegen diese Hetzpropaganda zu wehren.
Hitler hatte schon in Mein Kampf 1925 „hebräische Volksverderber“ und Novemberrevolutionäre gleichgesetzt und Massenmord gegen sie indirekt befürwortet. Der Herausgeber der konservativ-liberalen Zeitung Die Christliche Welt, Martin Rade, warnte 1932: Falls Hitler Reichskanzler werde, dann werde er seine in Mein Kampf dargelegten Ziele in die Tat umsetzen. Denn für ihn gebe es nur eine messianische Pflicht zur Rettung Deutschlands und der Menschheit: „Ausrottung der Juden und der Novemberverbrecher.“
Ab Februar 1933 inhaftierte, misshandelte und ermordete das NS-Regime zehntausende Mitglieder der KPD und SPD als „Novemberverbrecher“ in neu errichteten Konzentrationslagern. Im April 1933 widmeten die „Nationalsozialistischen Monatshefte“ diesen Zielgruppen ein Sonderheft unter dem Titel „Die Novemberverbrecher“, um so weitere Morde und Parteiverbote vorzubereiten. Angeprangert wurden Emil Barth, Hellmut von Gerlach, Rudolf Hilferding, Kurt Tucholsky, Otto Wels und Joseph Wirth. Die so Bezeichneten waren in akuter Lebensgefahr und gingen, wenn möglich, bis zum Jahresende ins Exil.
Nach ersten Niederlagen der Wehrmacht im Krieg gegen die Sowjetunion, der als Vernichtungskrieg gegen den „Jüdischen Bolschewismus“ geplant und geführt wurde, erwog Hitler, einige hunderttausend deutsche Zivilisten, vor allem Juden, als potentielle „Novemberverbrecher“ und „asoziale Elemente“ ermorden zu lassen, um bei weiteren Niederlagen Meutereien und Revolutionen „vorzubeugen“. Schon seit November 1941 wurden demgemäß auch deutsche Juden in den seit 23. Juni 1941 laufenden Holocaust einbezogen.

## Fernsehfilm
- Novemberverbrecher (TV-BRD 1968, Regie: Karlheinz Caspari)